# Torre del Friero
La Torre del Friero es una montaña de la cordillera Cantábrica ubicada en el macizo central de los Picos de Europa.
Tiene 2445 metros de altitud y está separada del resto de las Peñas Cifuentes por el collado de la Chavida.
No obstante, la Torre del Friero se integra también en las Peñas Cifuentes, junto a la Torre de Salinas, la Torre del Hoyo de Liordes, la Torre de Olavarría y la Torre del Hoyo Chico.

## Rutas de acceso
Son varios los itinerarios de montañismo que conducen a la Torre del Friero partiendo de Santa Marina de Valdeón, Prada, el puerto de Pandetrave o Cordiñanes.